# František Pospíšil
Pour les articles homonymes, voir Pospíšil.
Temple de la renommée de l'IIHF : 1999
Temple de la renommée du hockey tchèque :
František Pospíšil (né le 2 avril 1944 à Unhošť en Tchécoslovaquie) est un joueur de hockey sur glace professionnel qui joua au poste de défenseur puis fut entraîneur. En 1999, la Fédération internationale de hockey sur glace l'intronise au temple de la renommée,.

## Carrière en club
Il joua dans le championnat de Tchécoslovaquie, disputant 622 parties pour le Sokol Kladno entre 1961 et 1978, puis évolua avec l'EV Landshut d'Allemagne en 1978-79. Il remporta deux fois la Crosse d'Or, en 1971 et en 1972, remise au meilleur joueur de hockey sur glace de Tchécoslovaquie, ainsi que quatre titres de champion de Tchécoslovaquie et une Coupe d'Europe des clubs champions en 1977.

## Carrière internationale
Pospíšil fut membre de l'équipe de Tchécoslovaquie de 1967 à 1977, remportant la médaille d'or au championnat du monde de 1972, 1976 et 1977; il fut nommé meilleur défenseur du tournoi en 1972 et 1976. Il prit également part aux Jeux olympiques d'hiver de 1972 et à ceux de 1976, remportant respectivement le bronze et l'argent (malgré un contrôle positif à la codéine pour cette dernière olympiade) à ces jeux. Il fut également présent à la Coupe Canada de 1976.

## Carrière d'entraîneur
Il devint entraîneur en 1979; d'abord avec Kladno, qu'il mena jusqu'au titre de champion en 1980, puis avec le HC Litvínov de 1983 à 1985. Il fut entraîneur-adjoint de l'équipe nationale entre 1986 et 1988 aux côtés de Ján Starší.